# Friends (filme)

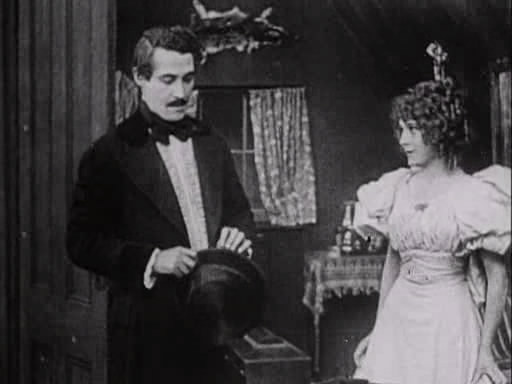
Henry B. Walthall e Mary Pickford

Friends é um filme mudo do gênero western em curta-metragem norte-americano de 1912. Com direção do cineasta D. W. Griffith, o filme foi estrelado por Mary Pickford, Henry B. Walthall, Lionel Barrymore e Harry Carey.

## Elenco
- Mary Pickford
- Henry B. Walthall
- Lionel Barrymore
- Harry Carey
- Charles Hill Mailes
- Elmer Booth
- Frank Evans
- Robert Harron
- Adolph Lestina
- Walter Miller
- W. C. Robinson